# Џепи
Џепи је насељено место у Босни и Херцеговини у општини Коњиц у Херцеговачко-неретванском кантону које административно припада Федерацији Босне и Херцеговине. Према попису становништва из 1991. у насељу је живјело 721 становника.

## Становништво
По последњем службеном попису становништва из 1991. године, у насељу Џепи живео је 721 становник. Већина становника су били Муслимани.
| Националност       | 1991.        | 1981.        | 1971.        |
| Муслимани          | 486 (67,40%) | 451 (63,43%) | 413 (61,91%) |
| Срби               | 234 (32,45%) | 247 (34,73%) | 252 (37,78%) |
| Хрвати             | 1 (0,13%)    | 0            | 0            |
| остали и непознато | 0            | 1 (0,14%)    | 2 (0,29%)    |
| Укупно             | 721          | 711          | 667          |